# Circulus pseudopraecedens
Circulus pseudopraecedens is een slakkensoort uit de familie van de Tornidae. De wetenschappelijke naam van de soort is voor het eerst geldig gepubliceerd in 1969 door Adam & Knudsen.